# Nuguš
Nuguš, Velký Nuguš (rusky Нугуш, rusky Большой Нугуш) je řeka v Baškirské republice v Rusku. Je dlouhá 235 km. Povodí řeky má rozlohu 3 820 km².

## Průběh toku
Pramení v horském hřbetu Jurmatau na Jižním Uralu. Ústí zprava do Belaji (povodí Kamy) na 837 říčním kilometru.

## Vodní režim
Zdrojem vody jsou převážně sněhové srážky. Průměrný roční průtok vody ve vzdálenosti 194 km od ústí činí přibližně 4 m³/s. Zamrzá v první polovině listopadu a rozmrzá ve druhé polovině dubna.

## Využití
Na dolním toku je splavná pro vodáky. Byla na ní vybudována přehradní nádrž. V jejím povodí se nachází Přibelská část Baškirské rezervace.